# Frontera entre Mauritania y Sahara Occidental

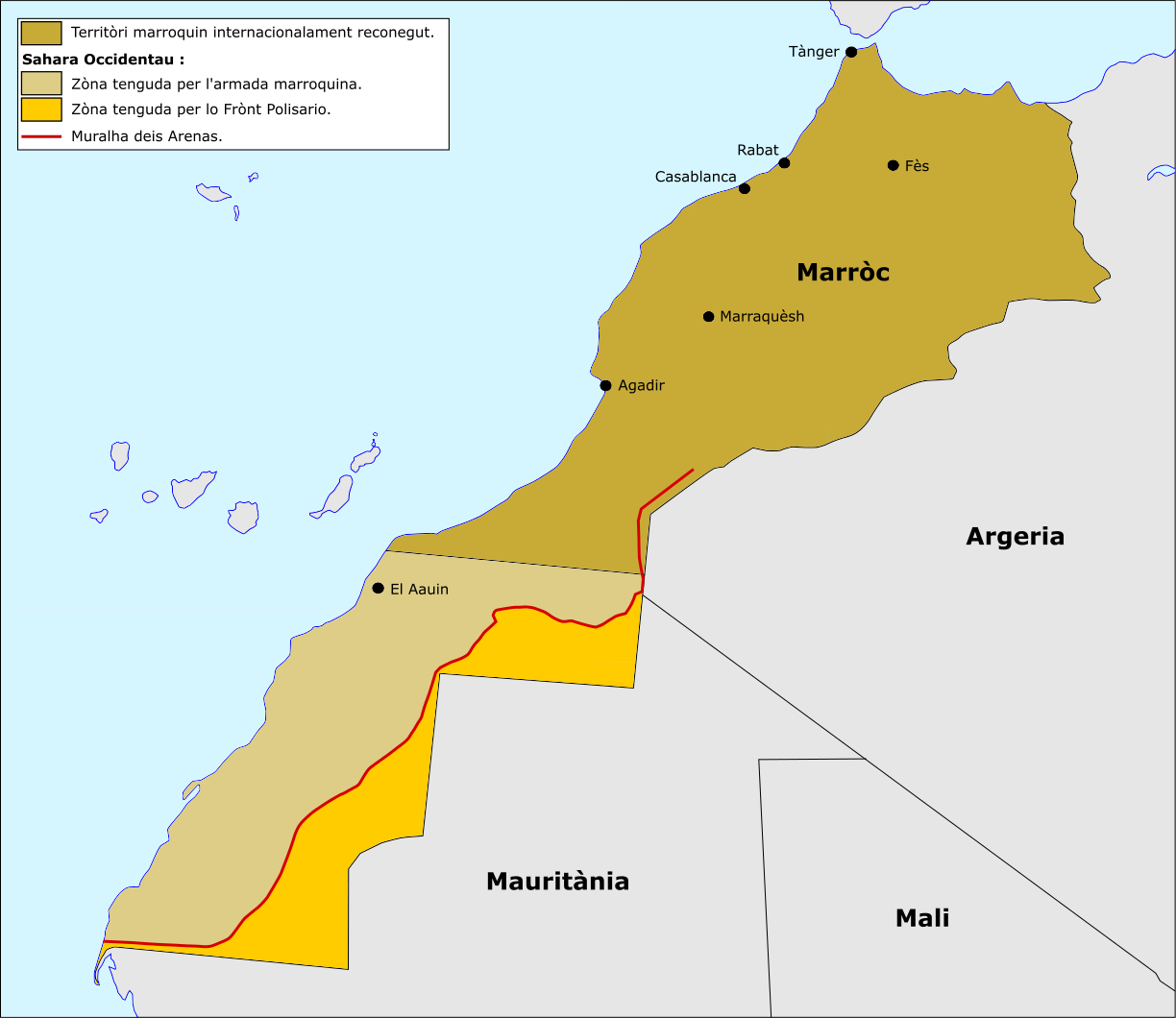
Reparto del Sahara Occidental después del alto al fuego de 1991.

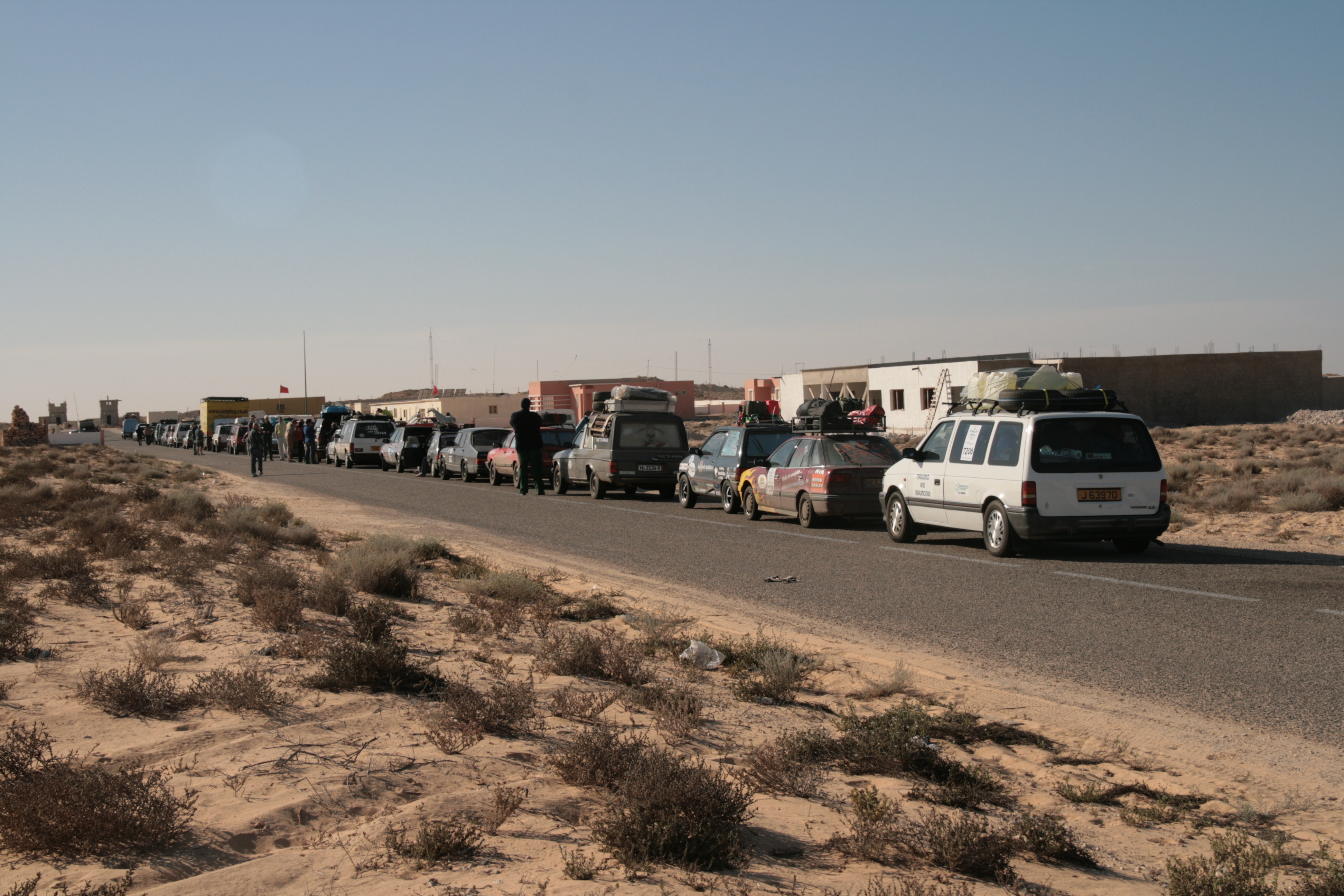
Control marroquí de Bir Guenduz en Guerguerat.

La frontera entre Mauritania y el Sahara Occidental separa Mauritania y el territorio reivindicado de Sahara Occidental. Tiene una extensión de 1.564 km.

## Historia
Su trazado data de comienzos del siglo XX entre la colonia de Mauritania y el Sahara Español. El 27 de junio de 1900 Francia y España firmaron el Tratado de París, que definió la frontera entre Río de Oro (español) y Mauritania (francés). El 4 de octubre de 1904, la convención de París fijaba las fronteras de Saguía el Hamra y de cabo Juby.
Después de la salida de los españoles en 1975-1976 como resultado del acuerdo tripartito de Madrid, Marruecos y Mauritania se repartieron el Sahara Occidental. En el reparto le correspondió a Mauritania el sur de Sahara Occidental, denominado Tiris al-Gharbiyya. Con la guerra del Sahara Occidental, tras los ataques del Frente Polisario sobre Zouérate y otras poblaciones mauritanas y el golpe de Estado del Comité Militar de Salvación Nacional (CMSN) de julio de 1979, el 10 de agosto de 1970 Mauritania firmó en Argel el Acuerdo Mauritano-Saharaui con Frente Polisario. La frontera quedó establecida en sus límites actuales al renunciar Mauritania a cualquier reclamación sobre el Sahara Occidental.
El 1991 con el Plan de Arreglo y alto al fuego de la guerra del Sahara Occidental, la Zona Libre controlada por la RASD limita al norte y al noroeste con Mauritania. Entre la zona sur de la Zona Libre y el norte de Mauritania, en la región de Dajlet Nuadibú hay establecida por MINURSO una zona colchón. Más allá de esta zona colchón, existe otra frontera en cabo Blanco (La Güera) con Nuadibú, zona en tierra de nadie que controla Mauritania en defensa de su puerto.
La única via de comunicación terrestre entre Sahara Occidental y Mauritania es entre Guerguerat y Nuadibú.